# Объект 780
Объект 780 — советский опытный ракетный танк. Создан на базе опытного ракетного танка «Объект 775». Серийно не производился.

## Описание конструкции
«Объект 780» был создан на базе опытного ракетного танка «Объект 775». Работами руководил Исаков П.П. Экипаж машины состоял из 3 человек. В центре башни в неподвижной кабине размещался механик-водитель, а также органы управления машиной штурвального типа. Уникальность применяемой компоновки заключалась в том, что при повороте башни место механика-водителя относительно корпуса оставалось неподвижным.

### Вооружение
В качестве основного вооружения использовалось 125-мм нарезное орудие-пусковая установка. В отличие от орудия ракетного танка «Объект 775», орудие «Объекта 780» было способно вести стрельбу обычными артиллерийскими выстрелами. В возимый боекомплект «Объекта 780» входили 15 противотанковых управляемых ракет «Рубин» и 22 неуправляемых реактивных снаряда «Бур».